# Nordisk djurornamentik

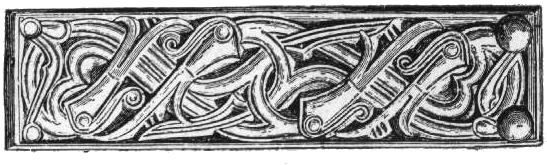
Djurornamentik i tidig Salins Stil II på förgyllt praktbetselbeslag från tidiga vendeltiden, funnet på Gotland. Sena 500-talet.

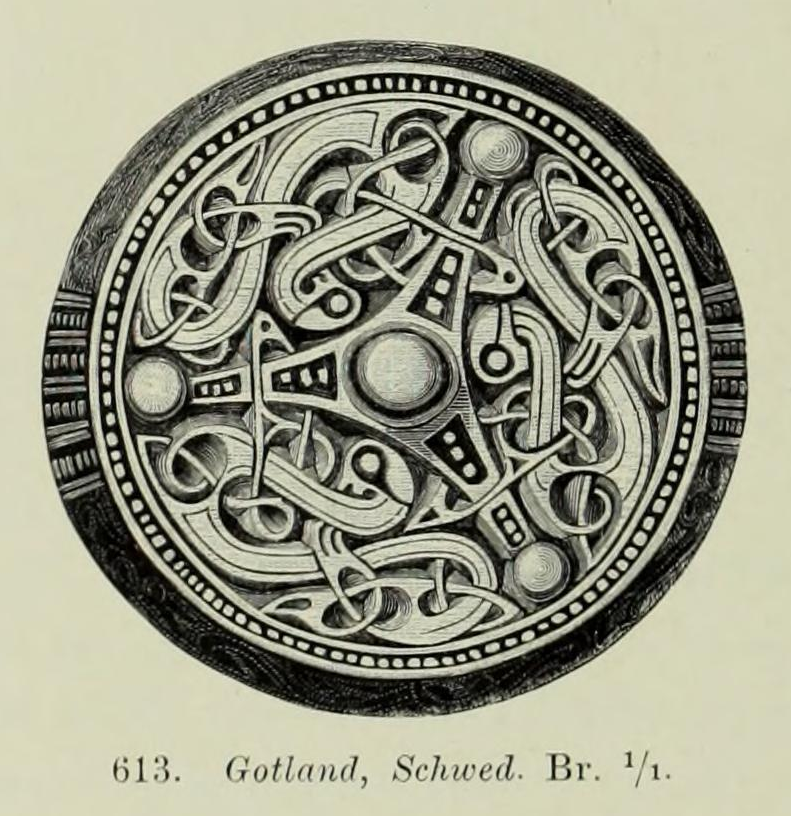
Djurornamentik i Salins Stil III på förgyllt spänne från sena vendeltiden, funnet på Gotland. Sena 700-talet.

Nordisk djurornamentik är den stilart som präglade den skandinaviska konsten under tiden 400-1200 e.Kr., alltså under folkvandringstiden, vendeltiden, vikingatiden och tidiga medeltiden. Banbrytande forskare på området har varit Bernhard Salin, Greta Arwidsson, Haakon Shetelig och Sune Lindqvist som etablerade den terminologi som här följer. Före år 1000 finns den nordiska djurornamentiken nästan uteslutande bevarad i form av småkonst i metall: smycken, vapendetaljer och rembeslag. Den är i regel extremt intrikat och omöjlig att förstå om man inte har tillfälle att studera föremålen mer ingående och lära sig formspråket.
Bernhard Salin skapade i sin Die altgermansiche Thierornamentik (1905) indelningen av djurornamentiken under folkvandringstid och vendeltid i stilarna I-III. Greta Arwidsson skapade senare i Vendelstile, Email und Glas (1942) stilarna A-E, som motsvarar Salins stilar II-III.

## Stilutveckling och indelning
Med början i nydamstilen ca 375 försågs metallföremål med stiliserade kantdjur efter provinsialromersk förebild. Omkring 450 formulerade man Salins Stil I där djuren kröp in på föremålens ytor och formade täta mattor av sönderstyckade bitar.
Vid vendeltidens början omkring 540 kom Salins Stil II (Arwidssons stil A-D) där djuren åter blev förenade till hela kroppar och flätades in i varandra till flätbandsornamentik, entrelac. Detta stildrag levde sedan kvar till djurornamentikens slutfas under 1100-talet.
Salin tänkte sig en utvecklingslinje från stil I till stil II, och att stil II ersatt stil I då upplösningen gått så långt att man inte längre kunde begripa stilen. Det mesta tyder dock på att stil II uppkommit på kontinenten hos franker och allemanner och därifrån spridit sig bland övriga germaner.
Stil A är en stil främst känd från pressbleck, med ett karaktäristiskt mönster av en enkel bandfläta med nedhängande djurhuvuden. Den förekommer främst under 500-talet.
Stil B är den typiska varianten av Salins stil II. Föremålen återger en rad djurhuvuden i rytmisk upprepning, infogade i ett vågband. Man fogar även in djurhuvuden och ben i komplicerade flätband. Den förekommer under 500- och 600-talen.
Stil C kännetecknas av hela djurfigurer, ofta i trektantiga formationer och insnärjda i ett fint flätverk. Stilen förekommer främst under början av 700-talet.
Stil D kännetecknas av bandformiga djur som lagts i 8-formiga slingor. Stilen hör främst hemma under 700-talet.
Medan Stil I och II fick stort genomslag på kontinenten var Salins Stil III/(Arwidssons stil E) under 700-talet endast en skandinavisk angelägenhet. Den kännetecknas av fågelfigurer och långa vegetativa flikar. Omkring år 800 hade en skandinavisk version av den kontinentala Tassilokalkstilen en kort blomstring och kallas Stil F.
Med vikingatidens början ca 790 kom ett banbrytande nytillskott till konsttraditionen under påverkan av karolingisk missionärskonst: nu täcktes föremålen av gripdjursstilen, mattor av små gubbar eller katter som klänger fast i varandra med alla fyra tassarna, exempelvis på Osebergsskeppet. Mot sena 800-talet kombinerades gripdjuren med snörmakeriornamentik i borrestilen, som karakteriserar smyckena från Birka. Den förblev populär in mot 900-talets mitt då den avlöstes av de mera flätbandsinriktade danska hovstilarna mammenstilen och jellingestilen.
1000-talets ledande skandinaviska konst tillkom främst i kristnade miljöer och präglas först av ringerikestilen med rika flätade flikar och efter 1050 av urnesstilen, som också kallas "runstensstilen" eftersom den är vanlig på sena runstenar exempelvis i Uppland. Den präglas av långa ormlika drakar med profilsedda huvuden, nosflik och mandelformade ögon. När urnesstilen föll ur modet under sena 1100-talet övergav nordborna i stort sett sin inhemska konsttradition till förmån för kontinental romansk konst, en stilpåverkan som syns redan på de sista runstenarna.
Som folklig stil levde dock djurornamentiken kvar länge. Exempel är Ullkorgen från Rättvik, daterad till 1200-talet. Ett mycket sent exempel är Saulandsstolen från Sauland, dekorerad i gripdjursstil och daterad 1571. Den yngsta årsringen i stolen härrör från 1510.
Den nordiska djurornamentiken blommade sedan åter upp för en tid under nationalromantiken.